# La Gamine (film, 1920)
Pour les articles homonymes, voir La Gamine.
Pour plus de détails, voir Fiche technique et Distribution.
La Gamine (The Flapper) est un film muet américain réalisé par Alan Crosland, sorti en 1920. Ce film avec Olive Thomas est le premier à mettre en scène le style de vie garçonne.

## Synopsis
Geneviève 'Ginger' King est une jeune fille de 16 ans (interprétée par Olive Thomas) qui grandit dans la ville trop paisible d'Orange Springs, Floride où prendre un soda avec un garçon est une source de scandale. Du fait de son comportement et de son aspiration à une vie trépidante, son père l'envoie dans une pension dirigée par la stricte Mrs. Paddles. Malgré la discipline exigée, les filles s'amusent à découvrir le style de vie flapper et les flirts...

## Fiche technique
- Titre original : The Flapper
- Titre français : La Gamine
- Réalisation : Alan Crosland
- Scénario : Frances Marion
- Photographie : John W. Brown
- Montage : H.J. McCord
- Production : Selznick Pictures Corporation
- Distribution : Select Pictures Corporation (États-Unis) ; Compagnie Française des Films Artistiques Jupiter (France)
- Format : Noir et blanc - 1,33:1 - Muet - 35mm
- Durée : 88 minutes
- Date de sortie : 
  - États-Unis : 10 mai 1920
  - France : 30 juin 1922[2]

## Distribution
- Olive Thomas : Geneviève 'Ginger' King
- Theodore Westman Jr. : Bill E. Forbes
- William P. Carleton : Richard Channing
- Warren Cook :  Sénateur King
- Katherine Johnston : Hortense
- Frances Marshall : Elmira Buttons
- Marcia Harris : Mrs. Paddles
- Arthur Housman
- Louise Lindroth
- Charles Craig
- Bobby Connelly
- Norma Shearer : Écolière (non créditée)

## Autour du film
Frances Marion écrivit ce scénario qui introduisit le terme flapper (garçonne) dans la culture populaire américaine. Olive Thomas aurait continué à l'incarner à l'écran si elle n'était morte prématurément cette même année.
La Gamine montre de nombreux afro-américains à l'image, mais seulement dans des rôles de serveurs ou musiciens sans aucun dialogue. La mise en scène était alors avant-gardiste, sous une apparence de comédie romantique. Les événements de la vie de Ginger King sont présentés dans une bobine dans un style documentaire à la fin du film. Ce procédé sera repris dans Citizen Kane.

## Sortie en vidéo
The Flapper est sorti en DVD en 2005 dans le coffret The Olive Thomas Collection.  Contrairement à la plupart des films muets, The Flapper a traversé les années indemne dans son intégralité.  Hormis quelques cartons d'introduction manquants, les images sont restées intactes dans les teintes colorisées d'origine.